# Niklas Kaul
Niklas Kaul (ur. 11 lutego 1998 w Moguncji) – niemiecki lekkoatleta specjalizujący się w wielobojach.
W 2015 został mistrzem świata juniorów młodszych w dziesięcioboju oraz zdobył srebro w rzucie oszczepem. W 2016 triumfował w Bydgoszczy na światowym czempionacie U20. Mistrz Europy juniorów w Grosseto (2017). Rok później zajął 4. miejsce w rywalizacji dziesięcioboju podczas europejskiego czempionatu w Berlinie. W 2019 zdobył złote medale mistrzostw świata w Dosze oraz młodzieżowych mistrzostw Europy w Gävle.
W 2021 nie ukończył dziesięcioboju podczas igrzysk olimpijskich w Tokio. Rok później został w Monachium mistrzem Europy, a w 2024 w Rzymie podczas kolejnej edycji europejskiego czempionatu był tuż za podium.

## Osiągnięcia
| Rok  | Impreza                               | Miejsce   | Konkurencja            | Lokata     | Wynik     |
| ---- | ------------------------------------- | --------- | ---------------------- | ---------- | --------- |
| 2015 | Mistrzostwa świata juniorów młodszych | Cali      | rzut oszczepem (700 g) | 2. miejsce | 78,05     |
| 2015 | Mistrzostwa świata juniorów młodszych | Cali      | dziesięciobój          | 1. miejsce | 8002 pkt. |
| 2016 | Mistrzostwa świata juniorów           | Bydgoszcz | dziesięciobój          | 1. miejsce | 8162 pkt. |
| 2017 | Mistrzostwa Europy juniorów           | Grosseto  | dziesięciobój          | 1. miejsce | 8435 pkt. |
| 2018 | Mistrzostwa Europy                    | Berlin    | dziesięciobój          | 4. miejsce | 8220 pkt. |
| 2019 | Młodzieżowe mistrzostwa Europy        | Gävle     | dziesięciobój          | 1. miejsce | 8572 pkt. |
| 2019 | Mistrzostwa świata                    | Doha      | dziesięciobój          | 1. miejsce | 8691 pkt. |
| 2021 | Igrzyska olimpijskie                  | Tokio     | dziesięciobój          | –          | DNF       |
| 2022 | Mistrzostwa świata                    | Eugene    | dziesięciobój          | 6. miejsce | 8434 pkt. |
| 2022 | Mistrzostwa Europy                    | Monachium | dziesięciobój          | 1. miejsce | 8545 pkt. |
| 2023 | Mistrzostwa świata                    | Budapeszt | dziesięciobój          | –          | DNF       |
| 2024 | Mistrzostwa Europy                    | Rzym      | dziesięciobój          | 4. miejsce | 8547 pkt. |
| 2024 | Igrzyska olimpijskie                  | Paryż     | dziesięciobój          | 8. miejsce | 8445 pkt. |

## Rekordy życiowe
- Rzut oszczepem – 79,05 (2019)
- Dziesięciobój – 8691 pkt. (2019)

Do zawodnika należy rekord świata juniorów w dziesięcioboju (8435 pkt. w 2017) oraz nieoficjalny rekord juniorów młodszych (8002 pkt. w 2015).